# Australië op de Olympische Winterspelen 1964
Tijdens de Olympische Winterspelen van 1964, die in Innsbruck (Oostenrijk) werden gehouden, nam Australië voor de vijfde keer deel.
Vlak voor de start van de Spelen overleed de Australische skiër Ross Milne bij een trainingsongeluk op de piste. Peter Brockhoff trok zich vervolgens terug voor de afdaling.

## Deelnemers en resultaten

### Alpineskiën
| Olympiër        | Discipline       | Resultaat | Prestatie                                            |
| --------------- | ---------------- | --------- | ---------------------------------------------------- |
| Peter Brockhoff | reuzenslalom (m) | 62e       | 2.18,68 (+31,97)                                     |
| Peter Brockhoff | slalom (m)       | DNQ       | niet geplaatst voor finalewedstrijd                  |
| Simon Brown     | afdaling (m)     | 61e       | 2.44,07 (+25,91)                                     |
| Simon Brown     | reuzenslalom (m) | 51e       | 2.12,61 (+25,90)                                     |
| Simon Brown     | slalom (m)       | DNQ       | niet geplaatst voor finalewedstrijd                  |
| Peter Wenzel    | afdaling (m)     | 68e       | 2.55,58 (+37,42)                                     |
| Peter Wenzel    | reuzenslalom (m) | 68e       | 2.27,72 (+41,01)                                     |
| Peter Wenzel    | slalom (m)       | DNQ       | niet geplaatst voor finalewedstrijd                  |
|                 |                  |           |                                                      |
| Judy Forras     | afdaling (v)     | 42e       | 2.13,83 (+18,44)                                     |
| Judy Forras     | reuzenslalom (v) | 40e       | 2.17,36 (+25,12)                                     |
| Judy Forras     | slalom (v)       | DSQ-1     | run 1: gediskwalificeerd                             |
| Christine Smith | afdaling (v)     | 27e       | 2.03,82 (+8,43)                                      |
| Christine Smith | reuzenslalom (v) | DSQ       | diskwalificatie                                      |
| Christine Smith | slalom (v)       | 28e       | run 1: 58,09 run 2: 1.05,58 totaal: 2.03,67 (+33,81) |

Argentinië · Australië · België · Bulgarije · Canada · Chili · Denemarken · Duits eenheidsteam · Finland · Frankrijk · Griekenland · Groot-Brittannië · Hongarije · IJsland · India · Iran · Italië · Japan · Joegoslavië · Libanon · Liechtenstein · Mongolië · Nederland ·  Noord-Korea · Noorwegen · Oostenrijk · Polen · Roemenië · Sovjet-Unie · Spanje · Tsjecho-Slowakije · Turkije · Verenigde Staten · Zuid-Korea · Zweden · Zwitserland